# Stand-your-ground law

Stand-your-ground law
Stand-your-ground par jurisprudence
Obligation de retraite excepté au domicile
Obligation de retraite excepté au domicile et dans le lieu de travail
Obligation de retraite excepté au domicile, dans le lieu de travail et dans le véhicule
Approche mitigée
Pas de règle

Aux États-Unis, une stand-your-ground law (« loi Défendez votre territoire ») —  que les opposants qualifient de shoot first law (« loi Tirez d'abord ») — affirme qu'une personne peut utiliser une force raisonnable dans le cas de légitime défense quand elle croit de façon raisonnable qu'elle est soumise à une menace illégale, sans obligation de battre en retraite, en mentionnant "that there is no duty to retreat from an attacker in any place in which one is lawfully present" (il n'y a pas d'obligation de battre en retraite face à un agresseur dans tout lieu où une personne est légalement présente). Ce concept existe en droit statutaire[Quoi ?] et parfois, lorsqu'il y a un précédent, dans le common law. Elle peut s'appliquer lorsqu'il faut défendre sa maison ou son véhicule, ou son lieu de travail (dans ces trois derniers cas, il s'agit d'une Castle Doctrine), ou encore tous les lieux occupés de façon légale (Stand Your Ground Law). 
Selon cette doctrine, une personne est justifiée d'user d'une force mortelle avec arme à feu dans certaines situations et une stand-your-ground law peut alors être invoquée pour obtenir une immunité contre des poursuites civiles ou pénales. Lorsqu'elle est accordée, l'immunité protège la personne de toute procédure judiciaire relative à l'affaire, que ce soit une poursuite, des accusations, une arrestation ou une détention. Celle-ci est considérée comme « une conception très large de l'autodéfense » et, depuis 2005, est invoquée de multiples fois lors de procès de meurtres pour défendre l'accusé.